# Avion (Frankrijk)
Avion is een gemeente in het Franse departement Pas-de-Calais (regio Hauts-de-France). De plaats maakt deel uit van het arrondissement Lens. Avion telde op 1 januari 2022 17.571 inwoners.
Avion bezit typische corons of cités, wijken gebouwd om de mijnwerkers of de spoorwegarbeiders te huisvesten.  De steenkoolwinning heeft Avion dan ook in alle opzichten gevormd tot wat het nu is. Opvallend is, dat de burgemeesters van de plaats sinds 1935 nagenoeg allemaal tot de PCF, de communistische partij van Frankrijk behoorden. De plaats heeft een levende, voor deze mijnstreek typische muziektraditie met harmonieorkesten en goede accordeonspelers.

## Geschiedenis
Avion bestond tot en met de 18e eeuw uit twee boerendorpen waar allerlei soorten graan maar ook vlas geteeld werden. De plaats bevindt zich op de overgang van een moerassig laagland naar de heuvels van Artesië. Gelegen in een grensgebied kende de streek veel oorlogsgeweld in de middeleeuwen en de nieuwe tijd. Zo werd Avion in 1640 geplunderd en in brand gestoken door een Frans leger.
In 1872 werden twee steenkoolmijnen geopend die zorgden voor een stormachtige groei van de gemeente. De gemeente leed veel schade door de Eerste Wereldoorlog, maar kende een snelle heropleving tijdens het interbellum. Er werden toen veel buitenlandse arbeiders aangetrokken, vooral uit Polen. Na de Tweede Wereldoorlog werden nieuwe wijken aangelegd om de nog groeiende bevolking te huisvesten, zoals de Quartier de la République (1963). Er kwam ook nieuwe sportinfrastructuur en het Parc de la Glissoire werd geopend.

## Geografie
De oppervlakte van Avion bedroeg op 1 januari 2022 13,04 vierkante kilometer; de bevolkingsdichtheid was toen 1.347,5 inwoners per km².   
De onderstaande kaart toont de ligging van Avion met de belangrijkste infrastructuur en aangrenzende gemeenten.

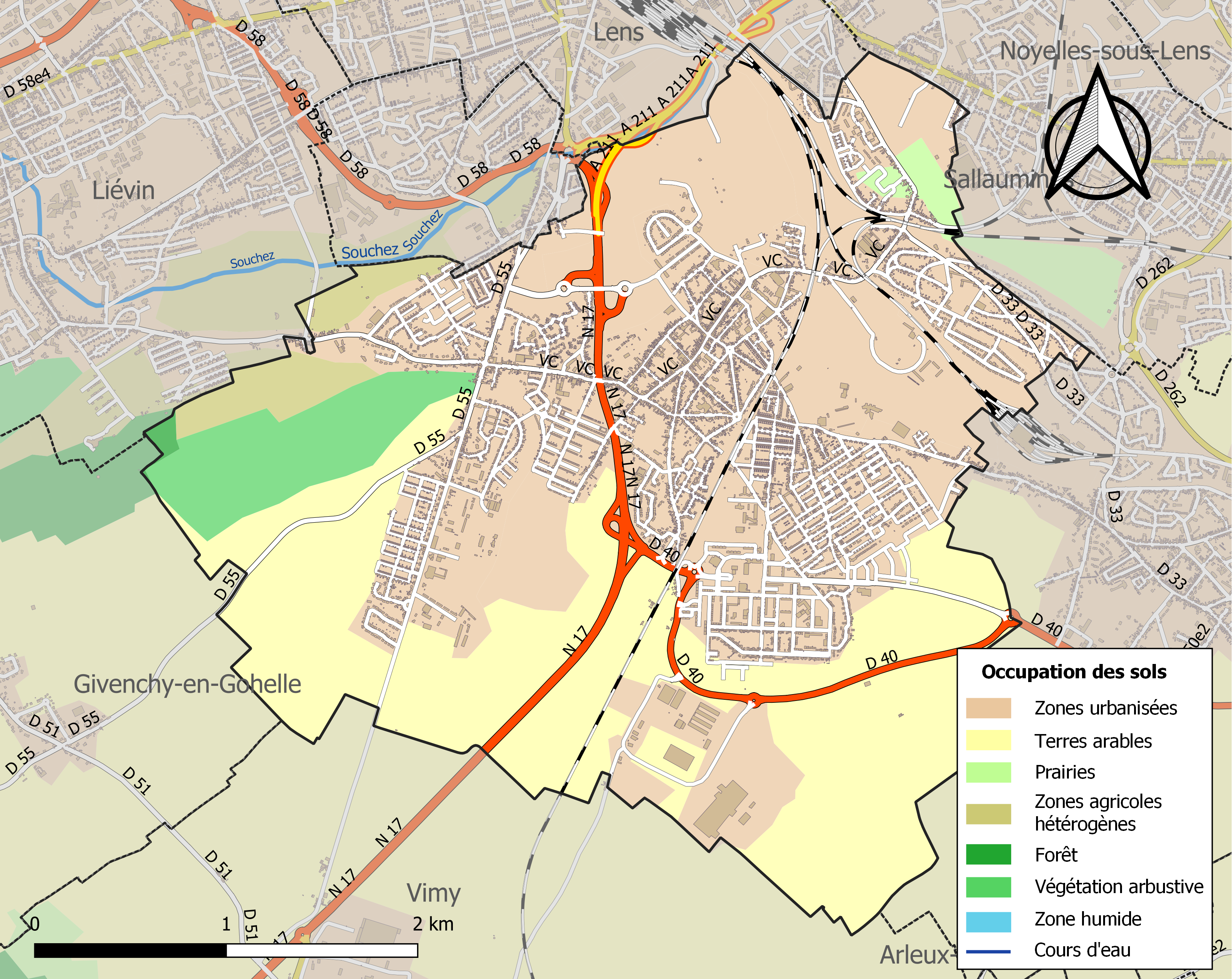

## Demografie
Rond 1789 telde de gemeente ongeveer 850 inwoners. Rond 1892 werd de kaap van 2000 inwoners gerond. In 1934 waren er 15.262 inwoners waaronder 3.344 buitenlanders, veelal Polen. Na de economische crisis van de jaren 1970 kromp de bevolking.
Onderstaande figuur toont het verloop van het inwonertal (bron: INSEE-tellingen).

## Bezienswaardigheden

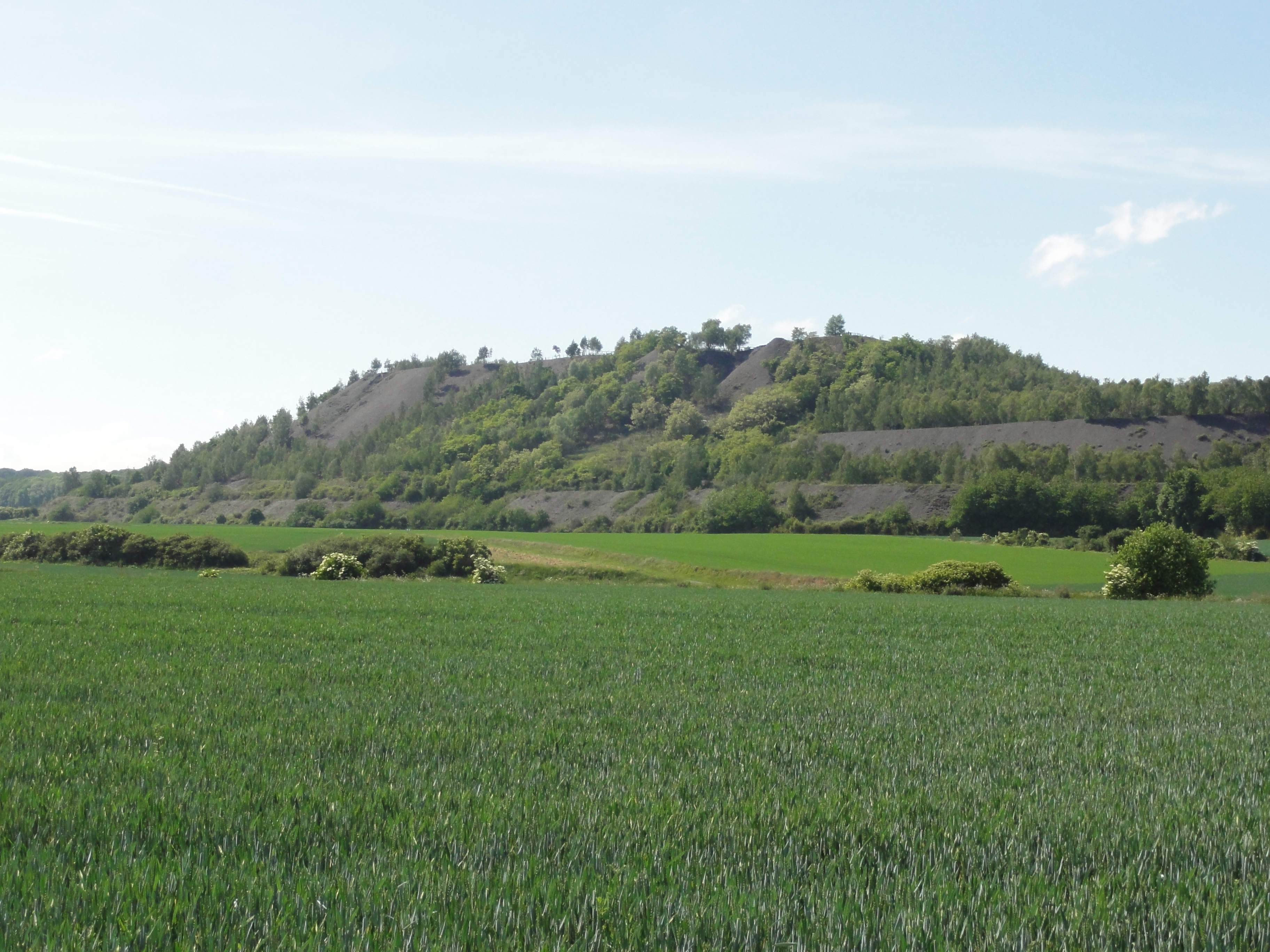
Terril de Pinchonvalles (terril n° 75)

De Terril de Pinchonvalles vormt een natuurgebied van 72 ha. Op de grens met buurstad Lens is een belangrijk groengebied van 60 ha, het Parc de la Glissoire, aan het riviertje van die naam. Voor de komst van de steenkoolmijnen in de 19e eeuw was dit een moeras met meertjes, ontstaan door turfwinning. In de gebied lag de steenkoolmijn Fosse 5.
Binnen de gemeentegrenzen bevindt zich een militaire begraafplaats, Avion Communal Cemetery.

## Geboren
- Timothée Kolodziejczak (1 oktober 1991), voetballer

## Partnersteden
- Oelsnitz/Erzgeb. (Duitsland)